# Telewizja Kraśnik
Telewizja Kraśnik – KTV (obecnie Lubelska TV) – lokalna stacja telewizyjna w Kraśniku, działająca od 2000 roku na podstawie koncesji udzielonej przez KRRiT. Siedziba telewizji znajduje się w Kraśniku na ulicy Koszarowej 12A.
Jej program nadawany jest 24 godziny na dobę, znajdują się w nim programy informacyjne, programy z obszarów kultury, sportu, wydarzeń społecznych i gospodarczych oraz prezentacje działań lokalnych organizacji samorządowych dotyczących Kraśnika i jego mieszkańców. Od 2009 roku stację można oglądać na stronie internetowej www.ktv.com.pl.
Od 2015 stacja funkcjonuje jako Lubelska TV, z siedzibą w Lublinie przy al. Zygmuntowskiej 4.
Telewizja realizuje produkcję reklam, filmów edukacyjnych i promocyjnych do emisji we własnych programach oraz do emisji w telewizji publicznej i innych stacjach regionalnych. Stacja prowadzi kompleksowe kampanie reklamowe.

## Programy
- Hot Sport
- Kontrapunkt
- Lifestyle
- Sprawy społeczne
- Impreza Na Maxa

## Skład redakcji
- Edyta Godzina,
- Małgorzata Pyzik,
- Monika Maciejewska

## Prezenterzy
- Anna Sulowska,
- Jacek Michalczyk,
- Angelika Marcinowska